# Fonts d'Argentona
Les fonts d'Argentona són una característica distintiva de la vila d'Argentona, situada a la comarca del Maresme, coneguda per la seva rica disponibilitat d'aigua. Els boscos que envolten el poble són una clara indicació d'aquesta abundància, amb una gran quantitat de fonts, mines, pous, aljubs i safareigs. Aquesta proliferació d'aigua es pot atribuir a la presència històrica de vinyes, que actuaven com una esponja, i a la geologia granítica de la zona, que facilita la acumulació d'aigües subterrànies.
Les fonts d'Argentona es distribueixen en diverses àrees:
- Nucli Urbà: Inclou fonts com la de Sant Domingo i la Plaça Nova, la majoria de les quals són brolladors de la Xarxa d'Aigües de l'Ajuntament. Aquestes fonts tenen diverses històries i característiques ornamentals.
- Traià: Conjunt de fonts, principalment privades, com la Font de Can Saborit i la Font de Ca l'Ànima, moltes de les quals inclouen picas i safareigs.
- La Pujada: Conté fonts en estat d'abandó o amb poc manteniment, com la Font de Can Bellatriu i la Font del Lleó, amb diverses condicions i històries.
- Pins: Inclou fonts com la Font dels Àlbers d'en Javà i la Font del Llorer, amb estats que van des d'excel·lents fins a abandonats.
- Clarà: Presenta fonts com la Font d'en Quico, amb restauracions recents i bones condicions.
- Lladó: Té fonts com la Font Picant, amb una rica història associada i una condició excel·lent.

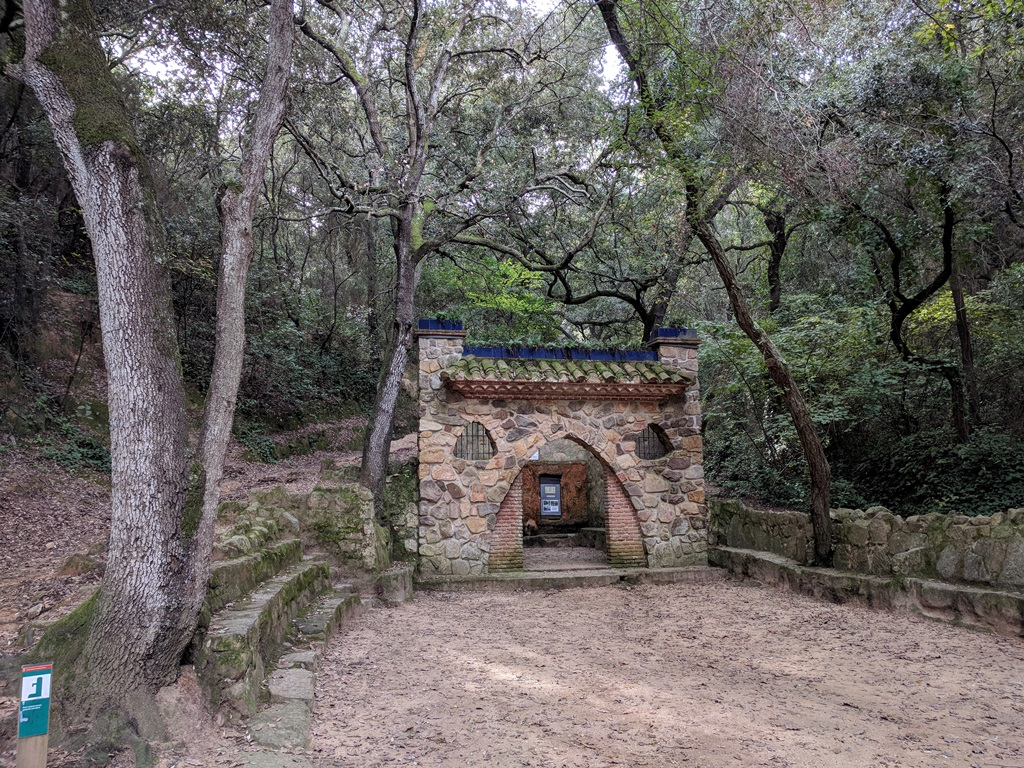
Font de Ferro

## Annex
Es mostra a continuació el llistat amb totes les fonts d'Argentona.
1. Font de Sant Domingo
2. Font de la Plaça Nova
3. Font de Can Calopa
4. Font de Lladó
5. Font del Manantial Cirés
6. Font de la Plaça dels Enamorats
7. Font de l'Escola Les Fonts
8. Font de Cal Peix
9. Font de la Serp
10. Font del Pipi-can de Cirés
11. Font de l'Aixernador
12. Font de la Plaça Montserrat
13. Fonts de l'Escola Bernat de Riudemeia
14. Font del Centre Parroquial
15. Font de la Plaça de Vendre
16. Font Ornamental del Cap de Creus
17. Font de la Plaça Pau Casals
18. Font del Pipi-can de Sant Sebastià
19. Font de la Plaça Angeleta Ferrer
20. Font de Sant Sebastià
21. Font de Sant Sebastià de Baix
22. Font del Collell
23. Font del Virat
24. Font d'en Magret
25. Font d'en Cap de Núvol
26. Font de Cal Coix
27. Font de Can Serra
28. Font de ca l'Oriol
29. Font de Can Llauder
30. Font de Can Barrau de Lladó
31. Font de la Pastanaga
32. Font del Cau de l'Esparver
33. Font de la Zona Esportiva Raül Paloma
34. Font de l'Escola Argentona
35. Fonts de l'Institut d'Argentona
36. Font de la Plaça del Molí
37. Font de la Plaça dels Geganters
38. Font de Can Saborit
39. Font de Can Balanzó
40. Font de Sant Josep
41. Font del Carme
42. Font de Can Dangla
43. Font de Can Gasarapa
44. Font de Can Met
45. Font de Ca l'Ànima
46. Font de Can Volart
47. Font de Can Pardal
48. Font de Sant Jaume
49. Safareig de Can Notxa
50. Font de Sant Francesc
51. Font d'en Francesc Carreras Candi
52. Font de Can Mercader
53. Font de Sant Roc
54. Font dels Avellaners de Can Marfà
55. Font de Can Marfà
56. Font d'en Garjoleta
57. Font del Costalaire
58. Font d'en Ninus
59. Font d'en Bofarull
60. Font dels Garrofers
61. Font de la Cia. d'Aigües
62. Font de Can Bellatriu
63. Font d'en Bertomeu
64. Font d'en Pitongo
65. Font de Can Miliu Cabanyes
66. Font de la Reimina
67. Font d'en Vi
68. Font del Lleó
69. Font Bona
70. Font de l'Aigüerol
71. Font de l'Invernon
72. Font d'en Vilardell
73. Font de la Vinya d'en Coca
74. Font d'en Boter
75. Font d'Ocells de la Bofarulla
76. Font dels Verns d'en Cabanyes
77. Font de la Vinya d'en Mustarós
78. Font Beu i Tanca
79. Font d'Ocells de la Plana d'en Casas
80. Font d'Ocells d'en Balardó
81. Font d'en Xeta
82. Font de la Puda de Can Martí
83. Font dels Castanyers de Can Martí
84. Font de Can Martí de la Pujada
85. Font de la Mina de Baix de Can Martí
86. Font de les Basses de Can Castells
87. Font dels Plàtans de Can Castells
88. Font de l'Esbarzer Gran
89. Font dels Àlbers de la Preguntera
90. Font de Can Comalada
91. Font del Llac de Can Comalada
92. Font de Can Mas
93. Font de la Semprionana
94. Font de l'Esquei de Mustarós
95. Font d'en Sadurní
96. Font d'en Borra
97. Font de la Vinya d'en Manyana
98. Font d'en Faló
99. Font de Coll de Bocs
100. Font de Vallgorguina
101. Font de Can Misserprats
102. Font de la Fonteta
103. Font de Can Rigola
104. Font d'en Finu
105. Font de Can Blanc
106. Font de Can Febrer
107. Font de les Vimateres
108. Font de la Noguera
109. Font de les Putarrades
110. Font dels Àlbers d'en Javà
111. Font del Corriol d'en Javà
112. Font de Sant Isidre
113. Font del Llorer
114. Font de la Mina Gran de Can Pins
115. Font de la Mina Petita de Can Pins
116. Font Trobada
117. Font de la Bassa Regadora
118. Font d'en Rectoret
119. Font dels Castanyers de Can Navas
120. Mina de la Gallega
121. Font de la Via Romana
122. Font de la Bassa de Can Roviró
123. Font d'Ocells de Can Roviró
124. Font de les Mimoses de Can Roviró
125. Font d'en Massaguer
126. Font d'en Cigala
127. Font de Can Riudemeia
128. Font de la Resclosa de Riudemeia
129. Font de la Brolla de Riudemeia
130. Font d'en Sila
131. Font dels Avellaners de Can Boringues de Baix
132. Font del Rubiol
133. Font de Can Tomàs Rajoler
134. Font de Can Bramona
135. Font del Mussol
136. Font d'en Manel
137. Font de les Escales del Mirador
138. Font de la Zona Esportiva de Les Ginesteres
139. Font de la Plaça del Pi
140. Font de la Llebre
141. Font de la Tria
142. Font de Can Poi
143. Font de Can Matabens
144. Font de la Figuera
145. Font dels Tres Pins
146. Font de Ca l'Esterramanc
147. Font dels Llevorons
148. Font del Camp
149. Font de Can Vinyals
150. Font de la Mina del Torrent
151. Font de la Verge de Lourdes
152. Font de Can Calau
153. Font de Dalt (Can Calau)
154. Font de l'Alzina
155. Font de Can Cabot
156. Font del Gavatx (Can Cabot)
157. Font de Bau
158. Font de Can Ribosa
159. Font de l'Esplanada
160. Font del Camp de Gespa
161. Font de Can Raimí
162. Font de Can Fulló
163. Font de les Tres Mines
164. Font de Can Marc del Priorat
165. Font de Sant Pere de Clarà
166. Font de la Mina de Can Tambó
167. Font de Can Casanovas
168. Font de la Bassa de Can Jordi
169. Font de Can Santern
170. Font de Ca l'Altafulla -Safareig de Dalt-
171. Font de Ca l'Altafulla -Safareig de Baix-
172. Font de Ca l'Isidret
173. Font de Ca l'Avi
174. Font de l'Esquerrà
175. Font de Bon Matí
176. Font de Can Manyana
177. Font del Roure (Can Manyana)
178. Font de la Bassa de Can Manyana
179. Font d'en Malanit
180. Font de l'Abril
181. Font d'en Diviu
182. Font d'en Groc
183. Font d'en Mateu
184. Font d'en Masot
185. Font de Ca l'Ermità
186. Font de la Teula
187. Font del Manantial de Clarà
188. Font del Gavatx
189. Font dels Castanyers
190. Font del Castanyer
191. Font d'en Quico
192. Font del Roure
193. Font dels Avellaners de Dalipà
194. Font del Dipòsit de Dalt de Dalipà
195. Font del Dipòsit de Baix de Dalipà
196. Font de Can Món
197. Font de Can Manreset
198. Font d'en Rovira
199. Font de l'Hort de l'Ermità
200. Font de Can Carmany
201. Font del Xaragall d'en Mateu
202. Font d'en Raimí
203. Font del Patró
204. Font d'en Mariquildo
205. Font del Sot de les Cabres
206. Font del Pont d'en Bauxes
207. Font Picant
208. Font de Can Roqueta
209. Font de Can Ballot
210. Font de Can Có
211. Font del Mig
212. Font Ballot
213. Font de Can Pata
214. Font de les Oliveres
215. Font de la Cua Llarga
216. Font d'en Baló
217. Font de Can Llei
218. Font de la Feu
219. Font del Vern
220. Font dels Castanyers de la Feu
221. Font d'en Cintet
222. Font del Llop
223. Font dels Gatells
224. Font de Ferro
225. Font del Grup
226. Font de les Sureres
227. Font de l'Esquirolet
228. Font de l'Esquirol
229. Font del Camí
230. Mina d'en Pau Mas
231. Font de les Vimeteres de Can Llei
232. Font de l'Hort d'en Grau
233. Font d'en Miliu
234. Font de la Puput
235. Font del Gitano
236. Font de les Encantades
237. Font dels Enamorats
238. Font de Can Riera
239. Font de Madà
240. Font de l'Esplanada de Madà
241. Font de la Plaça Gran
242. Font del Pèsol
243. Font del Pou de Dalt
244. Font del Viver
245. Font del Pescador
246. Font de l'Anguila
247. Font de Sant Miquel
248. Font de Can Cusani
249. Font de Can Patet
250. Font de Can Vives
251. Font del Centre Obert
252. Font de la Plaça Salvador Dalí
253. Font de la Plaça de l'Arròs
254. Font de Can Negoci